# Поплаве у средњој Европи 2024.
Поплаве у средњој Европи 2024. су континуирана серија поплава узрокованих рекордно обилним падавинама изазваним Олујом Борис.
Поплаве су почеле у Аустрији и Чешкој, затим су се прошириле на Пољску, Румунију и Словачку, а потом и на Немачку, Мађарску и Италију. До 18. септембра 2024. године пријављена су 24 смртна случаја.

## По државама

### Аустрија
У Аустрији је највише погођена држава Доња Аустрија, посебно централни и северозападни региони, а најпроблематичније су реке Дунав, Камп и Трајзен. Пре тога, већина брига је била усмерена на резервоар Отенштајн у Доњој Саксонији (које је морало да буде на брзину исушено током поплава 2002. године, што је знатно повећало штету). Куће дуж ових река морале су бити евакуисане, међу њима и цело село Руст им Тулнерфелд. У Бечу се Дунав могао држати под контролом, али се Вин делимично излио и области у Пенцингу су морале бити евакуисане. Услуга на бечком метроу је драстично смањена. Бургенланд, који су већ погодиле поплаве у јуну, био је под упозорењем од поплава и претрпео је штету од олујних ветрова и кише. Пушење бране у Санкт Пелтену поплавило је град.
У алпским пределима обилне кише су прешле у снежне падавине, што је изазвало изузетно рано наступање зимских услова. Очекују се даљи проблеми са отапањем снега. Једна особа затрпала је лавина 13. септембра у Карвенделу и и даље се води као нестала. Спасилачке акције ометале су лоше временске прилике. Секундарна лавина повриједила спасиоца. 15. септембра скијаш је пронађен мртав испод снежног наноса у Унтертауерну.

### Чешка Република
Поплаве у Чешкој почеле су 13. септембра након обилних киша. Извештава се да се преко 200 река излило преко њихових обала до 15. септембра. Најкритичнија ситуација је била у Северној Моравској, посебно у региону Јесењик, а затим у Североисточној Моравској где су хиљаде људи морале да буду евакуисане. Јесењик и Опава су били међу најтеже погођеним местима где је неколико кућа уништено реком која се прелила. Тамошња операција евакуације почела је већ у ноћи 14. и 15. септембра у главном стамбеном насељу Либерец. Највећи град погођен поплавама била је Острава. У деловима Јужночешком крају постоји стална опасност. Четири особе су пријављене као нестале широм земље, хиљаде је расељено, а око 250 хиљада је остало без струје. Неколико путева и железничких пруга је затворено и вода је ушла у станицу прашког метроа, али је она остала у функцији. Јесењик је добио близу 500 милиметара од кише. Делови Моравске и Шлеске премашили су укупне падавине из 1997.
Мартин Купка, чешки министар саобраћаја, најавио је 15. септембра да ће железничке операције у Моравско-шлеском крају остати обустављене најмање недељу дана како би се елиминисала штета изазвана јаким кишама и поплавама које су уследиле.
15. и 16. септембра четири особе су умрле у Моравско-шлеском крају. Прва особа умрла је 15. септембра у потоку Красовка. Дана 16. септембра, две особе у Крнову и једна у поплављеном стану пронађене су мртве. Једна жена се удавила и у Кобили на Виднавки.

### Италија
18. и 19. септембра догодиле су се велике поплаве у Емилији-Ромањи, око истих области погођених смртоносним поплавама у мају 2023. Реке Марзено и Ламоне су се излиле у Ромањи, што је изазвало евакуацију више од 1.000 људи. Неколико клизишта се догодило у области Апенинских планина. Две особе су пријављене као нестале у Бањакавалу, близу Равене. Велике поплаве су се такође догодиле у Фаенци и Марке, док је најмање 1.000 људи евакуисано у Емилији-Ромањи.
Претходних дана један планинар је преминуо од хипотермије у снежној олуји у италијанским Алпима 13. септембра. Ватрогасац је 17. септембра погинуо у Фођи када је његов службени аутомобил однела бесна бујица на државном путу 90 који повезује Сан Северо са Априченом. Истог дана, авион двосед са три француска држављана срушио се на тосканско-емилијске Апенине због лошег времена.

### Пољска
Борис се надвио над југозападном Пољском, где је током три дана пало скоро пола године кише. На неким местима их је било више од 400 милиметара обилних падавина, праћених грмљавином и торнадима. Борис је погодио Опољско и Доњу Шлезију, што је довело до поплава 14-16. Десет људи је погинуло у поплавама, хиљаде је расељено, а између 50-70 хиљада је остало без струје. Упозорења о великим поплавама постигнута су на 82 мерне станице, првенствено у сливу реке Одре.
Дана 14. септембра, у граду Глухолази, вода је преплавила баријере од поплава и уништила привремени мост на реци Бјала Глухоласка, што је довело до обавезне евакуације. Затворене су школе у Ниси, Клодском, Јелењи Гори и Прудњику. Возови у региону обустављени су због више случајева ерозије колосека и обореног дрвећа.
Дана 15. септембра премијер Пољске Доналд Туск прогласио је ванредно стање. Само тог дана из погођених подручја евакуисано је до 2.600 људи. Баријере од поплава су отказале у Клодзку и Ниси, што је довело до поплава до 150 цм у центру града Клодзко, а градоначелници су позвали на евакуацију.   Брана у Мједзигорзеу је прелетела и Регионални одбор за управљање водама у Вроцлаву је оценио да је ван контроле. Касније исте вечери, брана у Строње Слонске је пропала, узрокујући довољно јаке бујице да потпуно униште куће. Дана 16. септембра вода се излила преко поплавних насипа у Јелениа Гора и Влењ.
Чешки хеликоптерски контингент стациониран у Повидзу у Пољској, у оквиру сарадње НАТО-а, придружио се операцији помоћи у Пољској. Пољски ватрогасци су 17. септембра у Тшебјењу спасили два америчка војника стационирана у Пољској које је однела река Бобр.

### Румунија
Седам особа је погинуло у поплавама у Румунији. Жупаније Галац и Васлуј били су озбиљно погођени поплавама изазваним олујом Борис, са више села потопљених, оштећеном кључном инфраструктуром, а хиљаде становника расељено. Регион, омеђен рекама Сирет и Прут, искусио је немилосрдне падавине, које су изазвале изливање ових река, изазивајући пустош у целом подручју. Неколико села је било преплављено поплавама, укључујући Слобозија Конаки, Кудалби, Пекеа, Костаке Негри, Гривица и Писку. У овим областима улице су се претварале у реке, а куће су биле потопљене под неколико стопа воде. Становници су били приморани да се евакуишу, а многи су користили чамце и импровизоване сплавове јер су поплавне воде брзо расле. Неколико локалних река избило је своје обале, претварајући пољопривредна земљишта и стамбена подручја у поплављене зоне, додатно компликујући спасилачке операције. Кључни путеви као што су ДН25 и ДН26, који повезују рурална подручја са градом Галац, потпуно су одсечени, остављајући хитне службе да се боре да стигну до погођених подручја. Клизишта изазвана обилним падавинама додатно су ометала саобраћајне везе, при чему је 100 километара железничке пруге између Барлада и Галаца затворено због тешких оштећења, а делови пруге суспендовани су у ваздуху.

### Словачка
После јаког ветра у ноћи са 14. на 15. септембар 2024. године, којем су претходиле вишедневне обилне кише, нарасли су и водотоци у Словачкој. Најгора хидролошка ситуација је била у сливовима река Кисуца и Мијава, као и мањим рекама у Малим Карпатима. Нарасле су и реке Дунав и Морава. Рохожњик, Јаблоњица, Ступава, и Дјевинска Нова Вес су поплављени током ноћи и јутра. Поток Блатина се излио и поплавио паркинг и подземље стамбене зграде у Сидлиском Северу, Пезинок. Наранџасто и црвено метеоалармно упозорење о поплавама издато је за Западну Словачку 15. септембра. У подне 16. септембра ниво Дунава достигао је висину од 926 центиметара и излио се на насипе Тирш и Фајнор у Братислави. Дунав је достигао висину од 970 центиметара 17. септембра у 2.30 ујутру, у 7.00 сати пронађено је тело 73-годишњег мушкарца у поплављеном подруму породичне куће у општини Девин, а ниво Дунава је у 10 часова достигао 966 центиметара 18. септембра ниво Дунава и Мораве у Братислави достигао је максимум између 970 и 980 центиметара, у Девину је достигао приближно 910 центиметара.
Иако је центар Братиславе углавном остао нетакнут у поплавама, неколико трамвајских линија, Братиславски зоолошки врт и Братиславски лесни парк претрпели су велику штету. Штета широм земље процењена је на 20 милиона евра.

### Мађарска
Од 17 септембра, 500 километара Дунава је у припреми упозорење о поплавама због пораста воде. У Будимпешти је градска власт грађанима поделила милион врећа песка. Жељезнички саобраћај између Будимпеште и Беча је отказан. Доња половина острва Маргитсигет је затворена.

### Србија и Хрватска
Према хрватским властима, очекује се да ће Дунав прећи на границу између Хрватске и Србије око викенда 21-22. септембра.
Најнижа температура је 13–14. септембра донела пад температуре и до 20 °C до Хрватске, што је изазвало невремене снежне падавине на планинама.
|                                                           |
| Анализа ЕУ ЕРЦЦ – Координационог центра за хитне реакције |